# Techobampo
Techobampo (de idioma mayo Techo béampo: "Lodo en el agua") es un pueblo del municipio de Álamos ubicada en el sureste del estado mexicano de Sonora. cercana a los límites divisorios con los estados de Chihuahua y Sinaloa. Según los datos del Censo de Población y Vivienda realizado en 2020 por el Instituto Nacional de Estadística y Geografía (INEGI), Techobampo tiene un total de 183 habitantes. Fue fundado el 27 de noviembre de 1866 según los título de propiedad que el gobierno mexicano le cedió a don Carlos Cevallos. El 13 de abril de 1935 se le nombró con la categoría de comisaría.

## Geografía
Techobampo se ubica en el sureste del estado de Sonora, en la región norte del territorio del municipio de Álamos, sobre las coordenadas geográficas 27°18'07" de latitud norte y 108°52'52" de longitud oeste del meridiano de Greenwich, a una altura media de 195 metros sobre el nivel del mar, el pueblo está cerca de la zona protegida Sierra de Álamos-Río Cuchujaqui y de la presa Mocúzari.